# جايسون ناش
جايسون نـاش (بالإنجليزية: Jason Nash)‏ هو يوتيوبي أمريكي، ولد في 23 مايو 1973 في بوسطن في الولايات المتحدة.

## وصلات خارجية
- جايسون نـاش على موقع IMDb (الإنجليزية)
- جايسون نـاش على موقع ميوزك برينز (الإنجليزية)
- جايسون نـاش على موقع قاعدة بيانات الفيلم (الإنجليزية)